# Bibliothèque Schœlcher
Koordinaten: 14° 36′ 17,3″ N, 61° 4′ 5″ W

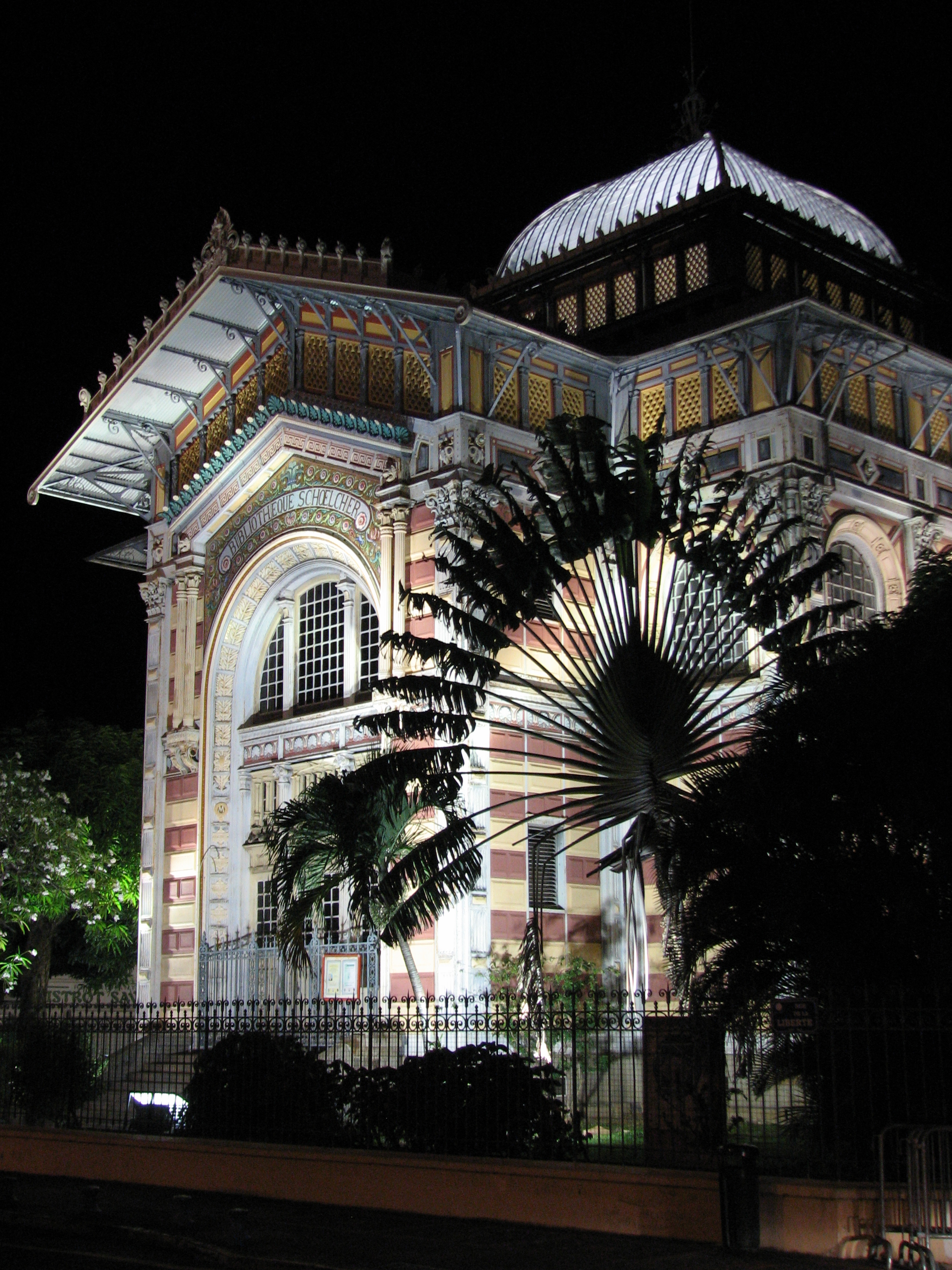
Die Bibliothèque Schoelcher in Fort-de-France

Die Bibliothèque Schoelcher ist eine in den Jahren 1886/87 nach den Plänen des Architekten Pierre-Henry Picq (1833–1911) erbaute und nach dem französischen Politiker Victor Schoelcher (1804–1893) benannte öffentliche Bibliothek in Fort-de-France, der Hauptstadt der französischen Überseeregion Martinique.
Das im Besitz des Departements Martinique befindliche, von einem Garten umgebene Gebäude ist dem Historismus zuzuordnen. Es ist als Monument historique (Baudenkmal) klassifiziert und steht unter Denkmalschutz.

## Geschichte
Victor Schoelcher, Abgeordneter der Nationalversammlung von Martinique und Guadeloupe von 1848 bis 1850, Hauptvertreter der Abolitionisten-Bewegung in Frankreich, übereignete, da er unverheiratet und kinderlos war, seine umfangreiche Büchersammlung dem Conseil Général de la Martinique. Zu dieser Zeit gab es nur Holzgebäude in der Stadt. Man fürchtete um die Sicherheit der Sammlung. Daher wurden 300.000 Francs für eine Metallkonstruktion bewilligt, die nicht so leicht brennbar ist.
Das zur Aufbewahrung dieser Sammlung bestimmte Gebäude von Picq entstand in den Jahren 1886/87 im Pariser Jardin des Tuileries. Es wurde dort zur Schau gestellt und später – in Einzelteile zerlegt – nach Fort-de-France verschifft, um dort am Standort des ehemaligen Hotel du Petit Gouvernement wieder aufgerichtet zu werden. Verschiedene Ereignisse, unter anderem eine gerichtliche Auseinandersetzung mit dem Bauunternehmen, der Großbrand in Fort-de-France von 1890, dem der größte Teil der Büchersammlung zum Opfer fiel, und ein Zyklon im Jahr 1891 führten dazu, dass die Bauarbeiten mehrmals unterbrochen werden mussten und die Bibliothek erst 1893 eröffnet werden konnte.

## Architektur
Das Gebäude ist, so wie die von demselben Architekten in Fort-de-France errichtete Cathédrale Saint-Louis, ein zerlegbarer, in Fertigbauweise errichteter Metallskelettbau. Das Gebäude besteht aus einem eckigen Volumen auf quadratischem Grundriss, mit einer Seitenlänge von 17,75 m, und einem rechteckigen Vorbau. Den Lesesaal überfängt eine geschwungene pyramidendachartige Konstruktion aus Eisen und Glas.